# Angels on horseback

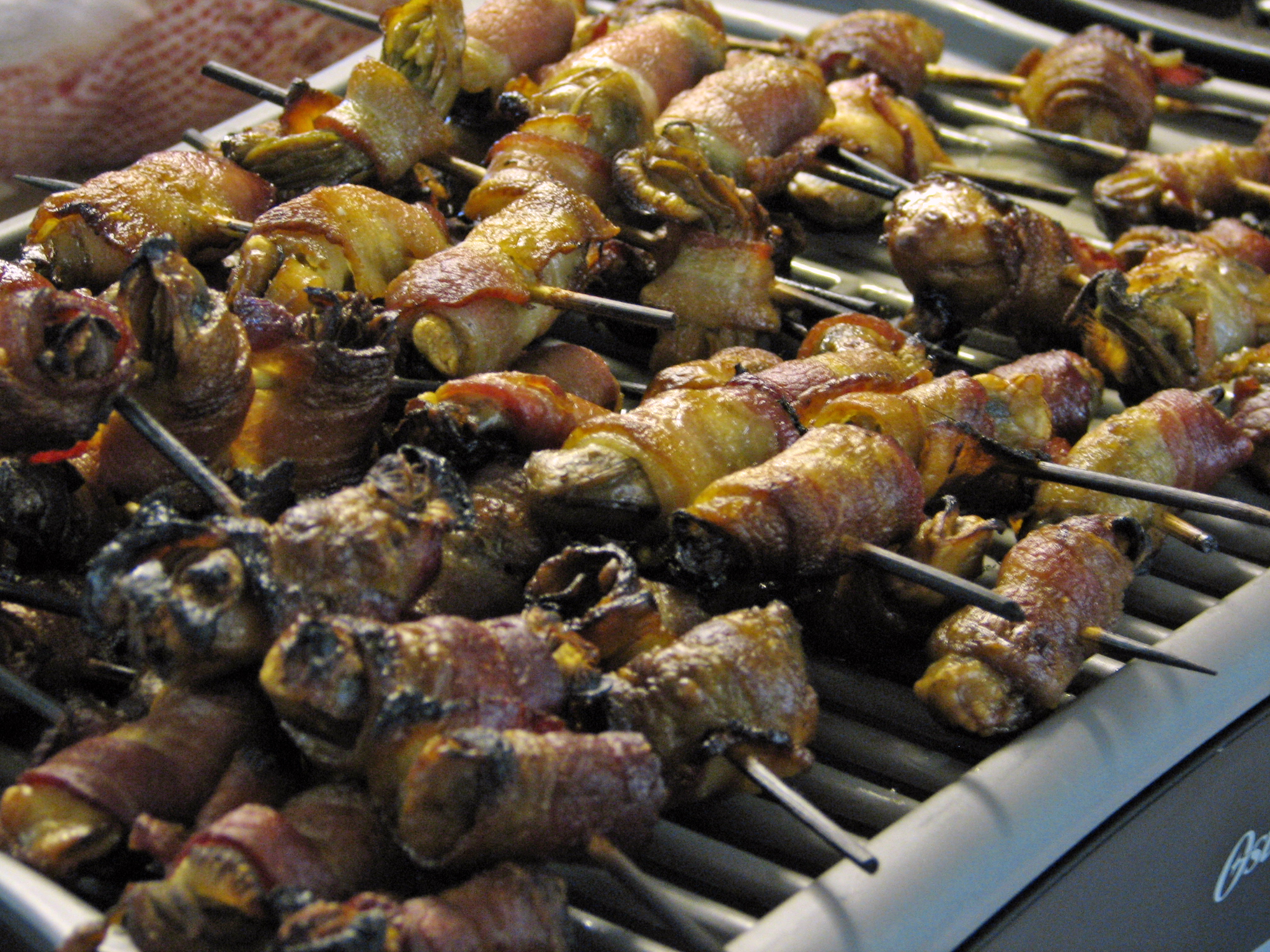
Angels on horseback.

Los angels on horseback (literalmente en inglés ‘ángeles a caballo’) son un aperitivo caliente hecho de ostras envueltas en panceta. En el Reino Unido también pueden ser un savoury, el último plato de una comida formal tradicional británica. Se parecen algo a los devils on horseback y a la versión del Medio Oeste de los pigs in a blanket, un plato tradicional de la región.
Estrictamente hablando los angels on horseback son entremeses, a diferencia de los pigs in a blanket, que son canapés, ya que estos siempre incluyen una base o envoltura de pan, no siendo obligatorio servir los angels on horseback sobre una tostada.

## Historia
Aunque el plato es de origen inglés, el nombre procede probablemente del francés anges à cheval. Su primera ocurrencia, confirmada por el Oxford English Dictionary y otras fuentes, fue en 1888, en Mrs Beeton's Book of Household Management. Sin embargo, debe señalarse que hay una referencia al plato en un diario neozelandés, que incluye una receta breve, en 1882. Las relaciones ostra/ángel y panceta/caballo parecen carecer de importancia. Aunque a veces se considera un plato inglés tradicional, el plato también tiene seguidores irlandeses: recientemente apareció en el menú que dio a Danny Millar el premio regional irlandés a en el Great British Menu.
Los angels on horseback también se sirven en los Estados Unidos, donde el plato nunca parece haber estado tan difundido como en el Reino Unido. Probablemente fue introducido de mediados a finales de los años 1890.
Una de las primeras referencias en un diario estadounidenses es un artículo de 1896 del New York Times, donde el plato es sugerido como aperitivo. Según el Times, el plato se debe a Urbain Dubois, el cocinero del emperador alemán. En esta versión, se pinchan, se espolvorean con un poco de pimienta roja y se hacen a la parrilla, sirviéndose con limón y perejil (sin tostada). Extrañamente, la primera ocurrencia citada en el Dictionary of American Regional English es de 1909. En los años 1930, eran sugeridos, por ejemplo, como parte de un menú de picnic, y en 1948 de nuevo como aperitivo. En los años 1950, aparecieron varios artículos en diarios estadounidenses cuyos mismos títulos ya sugieren que el plato es poco conocido: For Oyster Treat, Try Angels on Horseback: They're Delectable Appetizer Sunday Menu (‘Para tomar ostras, pruebe los ángeles a caballo: son un aperitivo delicioso para la comida del domingo’) Angels on Horseback, English Monkey? Those Are Recipes! (‘¿Ángeles a caballo, mono inglés? ¡Estas son las recetas!’), y These Angels on Horseback Are Oysters (‘Estos ángeles a caballo son ostras’).
Los angels on horseback alcanzaron cierta popularidad en los años 1960 en Washington D. C.: Evangeline Bruce, esposa del embajador estadounidense y enviado diplomático David K.E. Bruce, famosa por sus «veladas washingtonianas», los sirvió con regularidad durante el mandato de John F. Kennedy, pero incluso entonces, el nombre no era muy conocido, como sugieren las palabras de la periodista rosa Liz Smith: «A veces las ostras estaban crudas, y a veces a la parrilla y envueltas en panceta. Entonces Mrs. Bruce las llamaba angels on horseback.» Tan tarde como en los años 1980, el Chicago Tribune llamaba al plato «intrigante», sugiriendo que no se había popularizado en los Estados Unidos.

## Preparación
Según la receta clásica, las ostras sin cáscara se envuelven en panceta. A veces se emplean vieiras en su lugar. Entonces se asan en un horno, unos 3 minutos por cada lado, o se prepara con cualquier otra fuente de calor seco, como la parrilla. Una receta más antigua, de 1902, sugiere freír en mantequilla las ostras con panceta en pincho. El plato se sirve a menudo sobre una tostada, aunque si se prepara en pinchos y se hace a la parrilla, puede comerse directamente de estos.
El libro de Joanna Pruess Seduced by Bacon incluye una receta de angels y devils on horseback. Pruess escribió: «un poco de salsa de guindilla puede transformarlos de un sabor celestial a otro infernalmente picante, o en algún punto intermedio.»